# Gajić
Gajić is een plaats in de gemeente Draž in de Kroatische provincie Osijek-Baranja. De plaats telt 354 inwoners (2001).